# Elmina

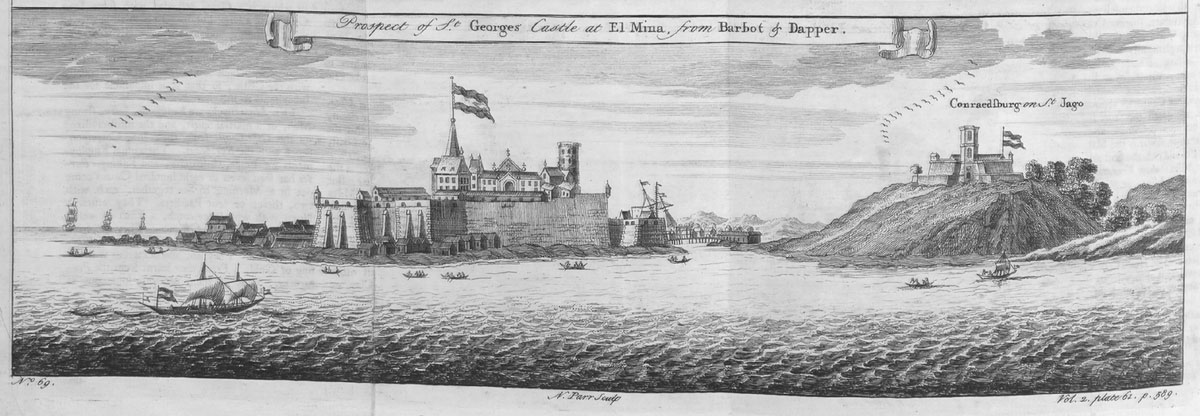
Historisch aanzicht op Elmina in de 17e eeuw, met rechts Coenraadsburg.

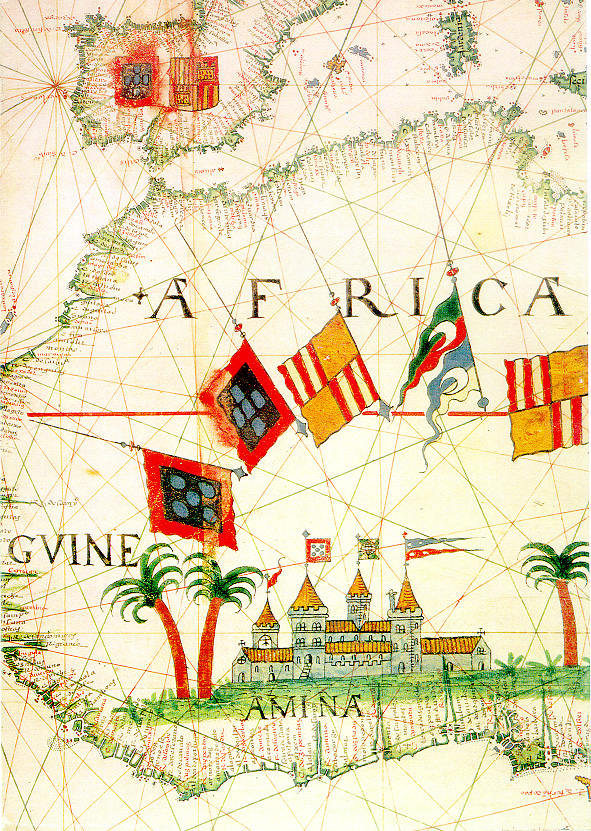
16e-eeuwse kaart van West-Afrika met de Portugese aanspraken op "Guine" en "Amina".

Elmina (ook São Jorge da Mina) is een stadje van 35.000 inwoners, gelegen in Ghana, de vroegere Goudkust, op 155 kilometer ten westen van de hoofdstad Accra.

## Geschiedenis
In 1482 bouwden de Portugezen hier het fort São Jorge da Mina (later omgedoopt tot fort Sint George), de eerste Europese nederzetting in West-Afrika. In eerste instantie was het fort bedoeld om de goudwinning en de mijn te beschermen en als opslagplaats te dienen, vandaar de 'Mina' in de naam. Al vanaf 1596 ondernamen de Hollanders pogingen om het fort te veroveren, maar zonder succes. Zelfs nadat in 1615 een zware aardbeving het fort ernstig had beschadigd, lukte het de Hollanders niet om het te veroveren.
Nadat de WIC vanaf 1630 een gedeelte van Portugees-Brazilië had veroverd werd de noodzaak voor de aanvoer van slaven naar het inmiddels genoemde Nieuw-Holland al snel duidelijk, immers, de zeer lucratieve verbouwing van suiker moest weer opgepakt worden. Dit bracht de compagnie ertoe om in 1637 een poging te wagen Elmina te veroveren om zo ook de slavenhandel van de Portugezen over te nemen. Het inmiddels als onneembaar bekendstaande fort had immers ook een belangrijke rol in de slavenhandel gekregen. De eeuwen er na zou het fort het centrum van de slavenhandel van de West-Indische Compagnie vormen (om dezelfde reden werden Sao Paolo de Luanda en Sao Tomé in Angola veroverd door Cornelis Jol, maar de Portugezen wisten deze plaatsen in 1648 geheel terug te veroveren).
De verovering van Elmina door de Hollanders ging relatief eenvoudig. Ze gingen aan land bij de nabijgelegen heuvel St. Jago en bezetten daar de onderbezette Portugese versterking. Van bovenaf beschoten ze met enkele stukken geschut het lager gelegen Elmina. Na enkele dagen gaven de Portugezen zich over. Aan beide zijden vielen nauwelijks slachtoffers, voor die tijd ongekend. Om te voorkomen dat hen hetzelfde zou overkomen, werd door de Hollanders al vrij snel na de verovering begonnen met de bouw van een fort op de St. Jago heuvel. Het kreeg de naam Coenraadsburg.
Het waren goede tijden voor de Nederlanders. In 1642 was heel Portugees Afrika in het bezit van de WIC. Zelden tevoren is zoveel goud in Nederland aangevoerd. Het goud, aangevoerd uit de binnenlanden werd geruild tegen textiel, koperwaren, kralen en brandewijn. Jaarlijks werden 2.000 slaven overgebracht naar de West-Indische eilanden of Zuid-Amerika, minimaal vier schepen per jaar. Ook de Deense en Zweedse Afrika Compagnie werd steeds meer actief in dit gebied. Deze compagnieën bezaten zo weinig kapitaal dat ze het niet kon stellen zonder steun van de kapitaalkrachtige Amsterdamse en Hamburgse kooplieden.
In 1642 is Isaac Coymans benoemd tot opperkoopman en boekhouder te Elmina; in 1648 werd Hendrik Carloff fiscaal; in 1656 is Jan Valkenburg directeur-generaal van de handelspost. In 1668 werd de dichter Willem Godschalck van Focquenbroch als chirurgijn aangesteld. Cornelis van Aerssen van Sommelsdijk zorgde ervoor dat de WIC de aanvoer van slaven naar Suriname van 1683 vergrootte. In 1687 werd het fort aangevallen door Jean du Casse, een boekanier en slaventransporteur. Na 1720 legde de Middelburgse Commercie Compagnie zich met succes toe op de slaventransporten.
Jan Pieter Theodoor Huydecoper kwam in 1756 in Elmina aan; in 1764 werd hij directeur-generaal. Hij kreeg de beschikking over een tapoejerin, een dochter van een blanke man en een inheemse vrouw, die naast gezelschap, ook strategische betekenis had. In 1767 en 1768 zijn 42 schepen naar de Goudkust uitgevaren, achttien hadden de opdracht slaven te vervoeren.
Tot in 1850 werden er in het fort Elmina soldaten geworven voor dienst in het KNIL, de Orang Blanda Itam (= Zwarte Hollanders). Ondanks de bevoorrechte positie van de Orang Blanda Itam binnen het KNIL, werd deze werving na 1871 op aandringen van de Engelsen gestaakt om de schijn van verkapte slavernij weg te nemen. De geschiedenis van de Ghanezen in dienst van het KNIL is uitgebreid te zien in het Java museum in Elmina.
Het fort zou tot 1871 in Nederlandse handen blijven en werd uiteindelijk met veel andere Nederlandse bezittingen in Afrika aan Engeland verkocht voor het bedrag van fl. 47.000,- Hoewel koning Willem III om chauvinistische redenen hier sterk tegen ageerde, was het een logische stap. De forten hadden eigenlijk hun functie verloren en vormden met elkaar een enorme kostenpost vanwege het continue onderhoud dat moest worden gepleegd en de salariskosten van de ambtenaren die er verbleven. De verkoop van de Nederlands-Afrikaanse bezittingen aan Engeland was geregeld in het Verdrag van Sumatra.
Vanaf 2004 tot 2015 had Elmina een projectband met de Nederlandse stad Gouda. Gouda heeft bestuurlijk en ambtelijk invulling aan dit project gegeven. Bij de start werden goede resultaten geboekt en in 2007 is besloten om voor 10 jaar door te gaan. In 2015 staakte de samenwerking mede omdat hogere ambtenaren in Elmina regelmatig werden vervangen waardoor de vooruitgang van de projecten ernstig werden beperkt. In Elmina is een Nederlandse begraafplaats, een Nederlandse wijk en veel bewoners hebben een Nederlandse achternaam, zoals Bartels, Van Dyck, de Graft, de Heer, Vroom, de Veer of van der Puye.
De belangrijkste bron van inkomsten is de visserij, maar ook zoutwinning en botenbouw zijn belangrijke inkomstenbronnen. Men probeert het fort nu te renoveren. Bezoekers krijgen er (ook 400 jaar na dato) door de veel te kleine slavenruimten nog altijd een goede indruk hoe de slaven werden behandeld.

## Overleden
- Herman Willem Daendels (1762-1818), patriot, militair en gouverneur-generaal van Nederlands-Indië (1808-1811)
- Willem Godschalck van Focquenbroch (1640-1670), Nederlandse dichter en toneelschrijver